# Clematis koreana
Clematis koreana är en ranunkelväxtart som beskrevs av Vladimir Leontjevitj Komarov. Clematis koreana ingår i släktet klematisar, och familjen ranunkelväxter. Inga underarter finns listade i Catalogue of Life.

## Bildgalleri

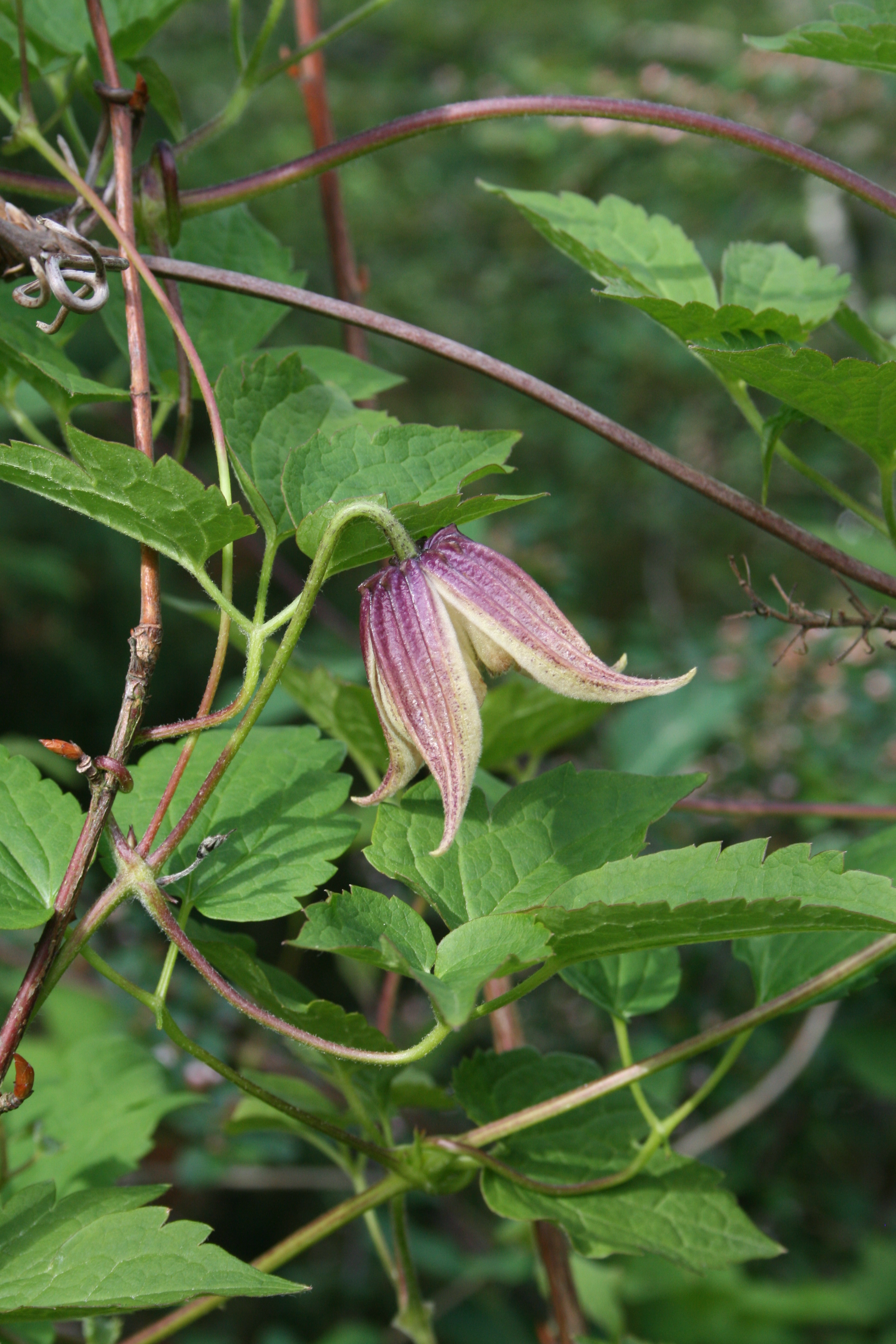